# Петров, Сергей Вадимович
Сергей Вадимович Петров (род. 17 февраля 1994) — российский тяжелоатлет, четырёхкратный чемпион (2017, 2021, 2023, 2025) и трёхкратный серебряный призёр (2015, 2022, 2024) чемпионатов России, обладатель Кубка России 2013, 2015 и 2016 годов, серебряный призёр чемпионатов Европы 2015 и 2016 годов, мастер спорта России. Выступал в весовых категориях до 69 и до 77 кг.

## Спортивные результаты
- Первенство России по тяжёлой атлетике среди юношей 2010 — ;
- Первенство России по тяжёлой атлетике среди юношей 2011 — ;
- Первенство России по тяжёлой атлетике среди юниоров 2012 — ;
- Первенство России по тяжёлой атлетике среди юниоров 2013 — ;
- Кубок России по тяжёлой атлетике 2013 — ;
- Кубок России по тяжёлой атлетике 2015 — ;
- Чемпионат России по тяжёлой атлетике 2015 — ;
- Кубок России по тяжёлой атлетике 2016 — ;
- Чемпионат России по тяжёлой атлетике 2017 — ;
- Чемпионат России по тяжёлой атлетике 2021 — ;
- Чемпионат России по тяжёлой атлетике 2022 —  (149+173=322 кг);
- Чемпионат России по тяжёлой атлетике 2023 —  (149+179=328 кг);
- Чемпионат России по тяжёлой атлетике 2024 —  (147+170=317 кг);
- Чемпионат России по тяжёлой атлетике 2025 —  (149+175=324 кг);